# Mirko Müller
Mirko Müller (Löbau, 12 de novembro de 1974) é um ex-patinador artístico alemão. Ele conquistou com Peggy Schwarz uma medalha de bronze em campeonatos mundiais e foi tricampeão do campeonato nacional alemão. Schwarz e Müller disputaram os Jogos Olímpicos de Inverno de 1998, onde terminaram na nona posição. Em 2000, Schwarz se retirou das competições, e Müller se juntou com sua nova parecira, Sarah Jentgens, sendo campeões alemães em 2002.

## Principais resultados

### Duplas

#### Com Sarah Jentgens
| Resultados         | Resultados      | Resultados    | Resultados    | Resultados    | Resultados    | Resultados    | Resultados    | Resultados    | Resultados    | Resultados    | Resultados    | Resultados    | Resultados    |
| Internacional      | Internacional   | Internacional | Internacional | Internacional | Internacional | Internacional | Internacional | Internacional | Internacional | Internacional | Internacional | Internacional | Internacional |
| Evento/Temporada   | 2001– 2002      |               |               |               |               |               |               |               |               |               |               |               |               |
| ------------------ | --------------- | ------------- | ------------- | ------------- | ------------- | ------------- | ------------- | ------------- | ------------- | ------------- | ------------- | ------------- | ------------- |
| Campeonato Europeu | WD              |               |               |               |               |               |               |               |               |               |               |               |               |
| Nacional           |                 |               |               |               |               |               |               |               |               |               |               |               |               |
| Campeonato Alemão  | Medalha de ouro |               |               |               |               |               |               |               |               |               |               |               |               |
|                    |                 |               |               |               |               |               |               |               |               |               |               |               |               |

#### Com Peggy Schwarz
| Resultados                                                                                   | Resultados       | Resultados        | Resultados       | Resultados      | Resultados    | Resultados    | Resultados    | Resultados    | Resultados    | Resultados    | Resultados    | Resultados    | Resultados    |
| Internacional                                                                                | Internacional    | Internacional     | Internacional    | Internacional   | Internacional | Internacional | Internacional | Internacional | Internacional | Internacional | Internacional | Internacional | Internacional |
| Evento/Temporada                                                                             | 1996– 1997       | 1997– 1998        | 1998– 1999       | 1999– 2000      |               |               |               |               |               |               |               |               |               |
| -------------------------------------------------------------------------------------------- | ---------------- | ----------------- | ---------------- | --------------- | ------------- | ------------- | ------------- | ------------- | ------------- | ------------- | ------------- | ------------- | ------------- |
| Jogos Olímpicos                                                                              |                  | 9.º               |                  |                 |               |               |               |               |               |               |               |               |               |
| Campeonato Mundial                                                                           | 10.º             | Medalha de bronze | 8.º              | 8.º             |               |               |               |               |               |               |               |               |               |
| Campeonato Europeu                                                                           | 6.º              | 5.º               | 4.º              | 4.º             |               |               |               |               |               |               |               |               |               |
| CS Nations Cup                                                                               |                  | 4.º               |                  |                 |               |               |               |               |               |               |               |               |               |
| CS NHK Trophy                                                                                |                  | Medalha de bronze | Medalha de prata |                 |               |               |               |               |               |               |               |               |               |
| CS Skate Canada International                                                                | WD               |                   |                  |                 |               |               |               |               |               |               |               |               |               |
| Nacional                                                                                     |                  |                   |                  |                 |               |               |               |               |               |               |               |               |               |
| Campeonato Alemão                                                                            | Medalha de prata | Medalha de ouro   | Medalha de ouro  | Medalha de ouro |               |               |               |               |               |               |               |               |               |
|                                                                                              |                  |                   |                  |                 |               |               |               |               |               |               |               |               |               |
| Legenda: CS = Champions Series; WD = Abandonou; Competição não foi disputada nesta temporada |                  |                   |                  |                 |               |               |               |               |               |               |               |               |               |